# Synema vittatum
Synema vittatum är en spindelart som beskrevs av Eugen von Keyserling 1880. Synema vittatum ingår i släktet Synema och familjen krabbspindlar.
Artens utbredningsområde är Peru. Inga underarter finns listade i Catalogue of Life.